# Splénectomie
La splénectomie est une ablation chirurgicale de la rate. La rate n'est pas indispensable à la vie. Pour cette raison, la splénectomie peut être indiquée dans différentes situations.

## Histoire
Autrefois, la splénectomie était un geste systématique à la moindre fissure splénique ; l'attitude actuelle est plus conservatrice, en raison des complications infectieuses potentielles.

## Indications
- En cas de traumatisme de la rate, pour prévenir une rupture de la rate.
- Dans le cas de certaines formes de leucémie, notamment la leucémie lymphoïde chronique.
- Dans le cas de certaines formes de maladies de Hodgkin.
- En cas d'hypersplénisme sévère.
- Dans le cadre du traitement de maladies auto-immunes comme le purpura thrombopénique idiopathique ou l'anémie hémolytique auto-immune ; c'est, en effet, dans la rate que sont détruites les plaquettes ou les globules rouges sensibilisés par les auto-anticorps.
- Dans le cadre du traitement d'anémies hémolytiques congénitales comme les thalassémies ou la sphérocytose héréditaire.

## Conséquences de la splénectomie
En dehors d'éventuelles complications opératoires (hémorragie per ou postopératoire), les principales complications de la splénectomie sont :
- infectieuses : il existe après splénectomie un risque d'infections bactériennes très sévères, pouvant engager le pronostic vital. Les germes en cause sont les pneumocoques, les méningocoques et l'Haemophilus influenzae. Ces infections doivent être prévenues :
  - par des vaccinations qui doivent être réalisées avant la splénectomie et ensuite répétées tous les 4 à 5 ans,
  - par une prise d'antibiotique (pénicilline G ou amoxicilline) pendant au moins deux ans (pratique française, non recommandée dans les pays anglo-saxons par absence de preuve scientifique de l'intérêt de cette antibiothérapie),
  - par une prise systématique d'un antibiotique à spectre plus large en cas d'épisode infectieux.

Si la prise en charge est adaptée, le risque infectieux devient infime, mais il ne sera jamais nul et persistera toute la vie. À noter qu'il existe aussi un risque de paludisme grave en cas d'infection. Elle rend également très vulnérable à la babésiose.
- thrombotiques : on peut observer une élévation très importante des plaquettes (thrombocytose après splénectomie avec augmentation du risque de thrombose notamment de la veine porte). Cette thrombocytose est en général transitoire (quelques semaines à quelques mois).

Elle doit être confiée à une équipe entraînée et avec surveillance postopératoire très étroite.

## Expression
« Courir comme un dératé ».
Les Anciens attribuaient à la rate de nombreuses propriétés dont celle de provoquer les points de côté et de nuire par conséquent à la course. On croyait ainsi que les Anciens desséchaient la rate des coureurs et de leurs chevaux pour en améliorer les performances.
En réalité, les premiers cas d'ablation de la rate n'ont été pratiqués que sur des chiens à la fin du XVIe siècle ; mais ceux-ci mouraient rapidement. On continua d'imaginer malgré tout qu'un homme sans rate courait plus vite, d'où l'expression, attestée dès 1750.
À noter qu'en cas de splénectomie pratiquée chez un patient présentant une anémie hémolytique congénitale, comme la sphérocytose héréditaire, par exemple, cette expression devient exacte : la suppression de l'anémie augmente clairement les capacités sportives du sujet.